# فريدريك أكبر محمد
فريدريك هنري هوراتيو أكبر محمد (بالإنجليزية: Frederick Henry Horatio Akbar Mahomed)‏ (ولد في 11 نيسان 1849 وتوفي في 22 تشرين الثاني 1884) كان طبيبا معروفا عالميا، كان يسكن في برايتون في إنكلترا.

## عائلته
ولد فريدريك أكبر محمد في برايتون، وكان الابن الأكبر لفريدريك محمد (1818—1888) من زوجته الثانية سارة هوجكنسون (1816—1905). وقد تلقى تعليما خاصا في برايتون.
جده لأبيه شيخ دين محمد كان مهاجرا بنغاليا أما جده لأمه جين دالي فكان إيرلنديا. في بداية القرن التاسع عشر انتقلوا من أيرلندا إلى برايتون حيث أنجبوا 5 أطفال هم روزانا وهنري وفريدريك وهاراتيو وآرثر.
والد فريدريك أكبر محمد كان يمتلك أكاديمية للمبارزة والجمباز وألعاب الجمباز وتعليم الملاكمة في هوف.

## سيرته
في عام 1867، درس فريدريك أكبر محمد الطب في مستشفى مقاطعة ساسكس في برايتون. في تشرين الأول 1869 التحق بمستشفى غاي في لندن لدراسة الطب. كان طالبا متفوقا وحصل على جائزة الجمعية الفيزيائية للتلاميذ عام 1871 بسبب أعماله على مخطاط النبض بعد أن كان بالمركز الثاني في السنة الماضية.
انضم عام 1872 إلى الكلية الملكية للجراحين. وفي عام 1873 عين طبيبا مقيما في مستشفى الحمى في لندن في شارع ليفربول في إزلنغتون حيث عمل مع السير ويليام برودبنت. وفي عام 1874 حصل على عضوية جمعية الأطباء الملكية وعين مختصا في علم الأمراض في مستشفى سانت ماري في بادينغتون.
في عام 1875 حصل على درجة دكتور في الطب من جامعة بروكسل. وفي عام 1877 عاد إلى مستشفى غاي، واختير زميلا لجمعية الأطباء الملكية عام 1880. في عام 1881 حصل على درجة من جامعة كامبرج لبحثة داء برايت المزمن بدون بيلة الألبومين (بالإنجليزية: Chronic Bright's disease without albuminuria)‏. في 22 تشرين الثاني 1884 توفي بمرض حمى التيفوئيد والتي يعتقد أنها انتقلت إليه في مستشفى الحمى في لندن. دفن في مقبرة هايغيت.